# USS Champlin (DD-104)
USS Champlin (DD-104) là một tàu khu trục thuộc lớp Wickes của Hải quân Hoa Kỳ trong giai đoạn Chiến tranh Thế giới thứ nhất. Nó là chiếc tàu chiến đầu tiên của Hải quân Hoa Kỳ được đặt nhằm vinh danh Stephen Champlin (1789–1870), một sĩ quan Hải quân Hoa Kỳ trong cuộc Chiến tranh 1812.

## Thiết kế và chế tạo
Champlin được đặt lườn vào ngày 31 tháng 10 năm 1917 tại xưởng tàu của hãng Union Iron Works ở San Francisco, California. Nó được hạ thủy vào ngày 7 tháng 4 năm 1918, được đỡ đầu bởi Cô G. H. Rolph, và được đưa ra hoạt động vào ngày 11 tháng 11 năm 1918 dưới quyền chỉ huy của Hạm trưởng, Thiếu tá Hải quân F. M. Knox.

## Lịch sử hoạt động
Champlin đi đến Newport, Rhode Island vào ngày 12 tháng 12 năm 1918 để trình diện hoạt động cùng Hạm đội Đại Tây Dương. Sau các hoạt động huấn luyện tại vùng biển Caribe, nó rời New York, New York vào ngày 19 tháng 11 năm 1919 để hướng sang San Diego, California. Đến nơi vào ngày 24 tháng 12 năm 1919, nó gia nhập lực lượng dự bị của Hạm đội Thái Bình Dương và thực hiện các chuyến đi huấn luyện với một thành phần thủy thủ đoàn rút gọn, cho đến khi được cho xuất biên chế vào ngày 7 tháng 6 năm 1922. Bị bỏ không tại San Diego, Champlin được đưa vào sử dụng cho các thử nghiệm vũ khí vào ngày 19 tháng 5 năm 1933, và cuối cùng bị đánh chìm trong một cuộc thử nghiệm vào ngày 12 tháng 8 năm 1936.